# Šarišská Poruba
Šarišská Poruba (in ungherese Kapivágása) è un comune della Slovacchia facente parte del distretto di Prešov, nella regione omonima.